# 实竹子
实竹子（学名：Qiongzhuea rigidula）是禾本科筇竹属的植物，是中国的特有植物。分布于中国大陆的四川等地，生长于海拔1,300米至1,700米的地区，目前尚未由人工引种栽培。